# Agaminae
Agaminae is een onderfamilie van hagedissen uit de familie agamen (Agamidae).
De wetenschappelijke naam van de groep werd voor het eerst voorgesteld door Johann Baptist von Spix in 1825. Er 134 soorten in tien geslachten. De hagedissen komen voor in delen van Europa, Azië, het Midden-Oosten en Afrika.
| Naam en auteur                                    | Verspreidingsgebied | Aantal soorten | Voorbeeldsoort            | Afbeelding |
| ------------------------------------------------- | --- | -------------- | ------------------------- | ---------- |
| Acanthocercus Fitzinger, 1843                     | Afrika, Midden-Oosten: Angola, Botswana, Congo-Kinshasa, Djibouti, Eritrea, Ethiopië, Jemen, Kenia, Malawi, Mozambique, Namibië, Oeganda, Oman, Saoedi-Arabië, Somalië, Swaziland, Tanzania, Zambia, Zimbabwe, Zuid-Afrika | 13             | Blauwkeelagame            |            |
| Agama Daudin, 1802                                | Afrika; Algerije, Angola, Benin, Botswana, Burkina Faso, Centraal-Afrikaanse Republiek, Congo-Kinshasa, Djibouti, Egypte, Equatoriaal-Guinea, Eritrea, Ethiopië, Gabon, Gambia, Ghana, Guinee-Bissau, Guinee, Ivoorkust, Kaapverdië, Kameroen, Kenia, Liberia, Libië, Malawi, Mali, Marokko, Mauritanië, Mozambique, Namibië, Niger, Nigeria, Oeganda, Rwanda, Senegal, Sierra Leone, Soedan, Somalië, Swaziland, Tanzania, Togo, Tsjaad, Westelijke Sahara, Zambia, Zimbabwe, Zuid-Afrika | 47             | Agama planiceps           |            |
| Bufoniceps Sharma, 1978                           | Azië; India, Pakistan | 1              | Bufoniceps laungwalaensis |            |
| Laudakia Gray, 1845                               | Azië: Afghanistan, China, India, Iran, Nepal, Pakistan | 10             | Laudakia tuberculata      |            |
| Paralaudakia Baig, Wagner, Ananjeva & Böhme, 2012 | Azië, Midden-Oosten; Afghanistan, Armenië, Azerbeidzjan, China, Georgië, India, Iran, Kirgizië, Mongolië, Nepal, Oezbekistan, Pakistan, Rusland, Tadzjikistan, Turkmenistan, Turkije, mogelijk in Irak | 8              | Paralaudakia caucasia     |            |
| Phrynocephalus Kaup, 1825                         | Europa, Azië, Midden-Oosten: Afghanistan, Armenië, Azerbeidzjan, China, Irak, Iran, Jordanië, Kirgizië, Kazachstan, Mongolië, Oezbekistan, Oman, Pakistan, Qatar, Rusland, Saoedi-Arabië, Tadzjikistan, Tibet, Turkmenistan, Turkije, Verenigde Arabische Emiraten | 31             | Zonaanbidder              |            |
| Pseudotrapelus Fitzinger, 1843                    | Afrika, Arabisch Schiereiland; Egypte, Eritrea, Ethiopië, Israël, Jemen, Jordanië, Oman, Saoedi-Arabië, Soedan, Syrië, Verenigde Arabische Emiraten | 6              | Pseudotrapelus sinaitus   |            |
| Stellagama Linnaeus, 1758                         | Europa, Afrika, Midden-Oosten; Griekenland, Macedonië, Egypte, Israël, Jordanië, Libanon, Saoedi-Arabië, Turkije | 1              | Hardoen                   |            |
| Trapelus Cuvier, 1817                             | Afrika, Arabisch Schiereiland, westelijk Azië; Afghanistan, Algerije, Azerbeidzjan, China, Egypte (land), India, Irak, Iran, Israël, Jordanië, Kazachstan, Kirgizië, Libië, Mali, Marokko, Mauritanië, Oezbekistan, Oman, Pakistan, Saoedi-Arabië, Soedan, Syrië, Qatar, Rusland, Tadzjikistan, Tsjaad, Tunesië, Turkmenistan, Verenigde Arabische Emiraten, Westelijke Sahara | 13             | Trapelus mutabilis        |            |
| Xenagama Boulenger, 1895                          | Afrika; Somalië, Ethiopië | 4              | Xenagama taylori          |            |